# Nyctibatrachus beddomii
Espèce
Synonymes
- Nannobatrachus beddomii Boulenger, 1882

Statut de conservation UICN

 EN B1ab(iii) : En danger
Nyctibatrachus beddomii est une espèce d'amphibiens de la famille des Nyctibatrachidae.

## Répartition
Cette espèce est endémique du sud-ouest de l'Inde, elle se rencontre entre 400 et 1 800 m d'altitude dans les Ghâts occidentaux dans les États de Tamil Nadu et de Kerala,.

## Publication originale
- Boulenger, 1882 : Catalogue of the Batrachia Salientia s. Ecaudata in the collection of the British Museum, ed. 2, p. 1-503 (texte intégral).